# シャトレ (メーヌ＝エ＝ロワール県)
シャトレ （Châtelais）は、フランス、ペイ・ド・ラ・ロワール地域圏、メーヌ＝エ＝ロワール県のかつて存在したコミューン。

## 地理
スグレン地方にあるアンジューのコミューン。県北部にあり、マイエンヌ県と接している。

## 歴史
シャトレは、32か所あるアンジューの城塞都市の1つである。
第一次世界大戦では、51人の出身者が命を落とした。第二次世界大戦では、住民2人が殺害された。
2016年12月15日、周辺コミューンと合併し、コミューン・ヌーヴェル（fr）のスグレ＝アン＝アンジュー・ブルーとなった。

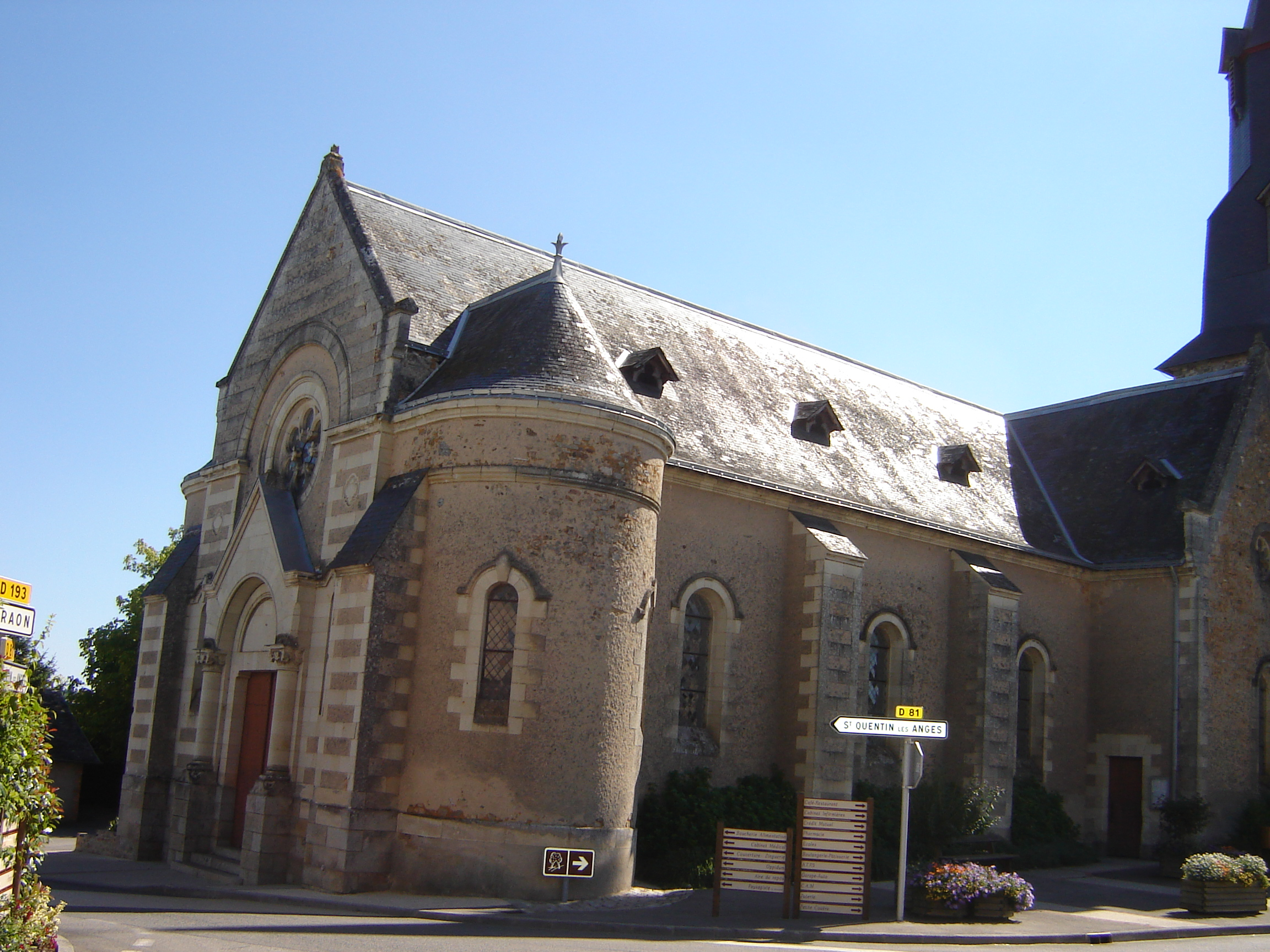
サン・ピエール教会
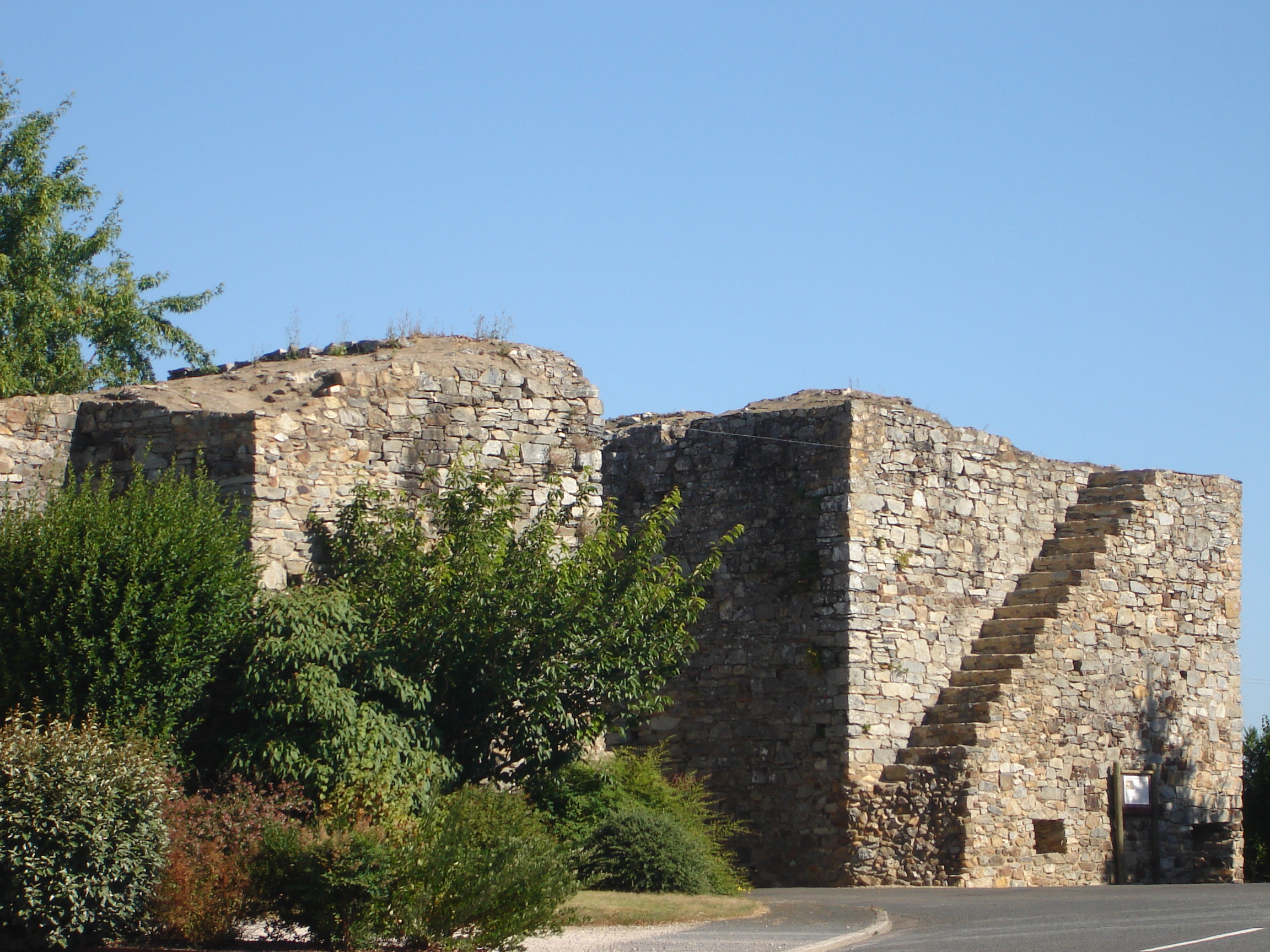
ゲルショワーズ門

## 人口統計
| 1962年 | 1968年 | 1975年 | 1982年 | 1990年 | 1999年 | 2008年 | 2013年 |
| ------ | ------ | ------ | ------ | ------ | ------ | ------ | ------ |
| 797    | 765    | 738    | 727    | 664    | 576    | 637    | 653    |

参照元:1962年から1999年まで人口の2倍カウントなし。1999年までEHESS/Cassini、2004年以降INSEE